# Warszawianka (klub sportowy)
Klub Sportowy „Warszawianka” – polski wielosekcyjny klub sportowy z siedzibą w Warszawie, założony 21 stycznia 1921, a formalnie zarejestrowany 27 listopada 1921. Jeden z najbardziej zasłużonych warszawskich klubów sportowych.

## Historia

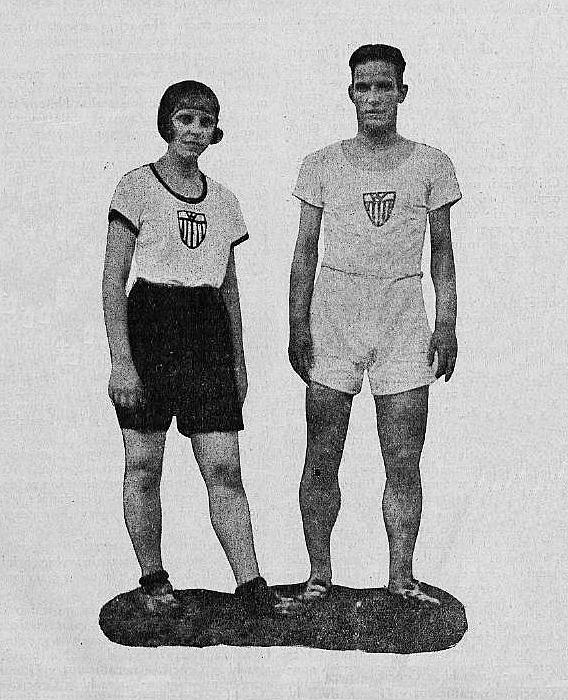
Irmina Rzeźnicka i Aleksander Szenajch w barwach Warszawianki (1923)

### Powstanie klubu
Powstanie Warszawianki jest związane z dwoma stołecznymi drużynami piłkarskimi. Pierwszą z nich była drużyna Slavia, drugą Polonia. Slavia, została założona w 1917 roku i była międzyszkolną drużyną piłkarską uczniów gimnazjów Konopczyńskiego i Reja. Wśród nich byli także Czesi i to dzięki nim drużyna przyjęła nazwę Slavia. Początkowo treningi Slavia odbywała na Agrykoli, później zaś w Parku Skaryszewskim. Tam treningi odbywały się już łącznie z piłkarzami Polonii. Po krótkim okresie wspólnych treningów członkowie Slavii postanowili rozwiązać swoją drużynę i wstąpić do Polonii, tworząc drużynę juniorów.
W 1920 roku pomiędzy młodymi piłkarzami a zawodnikami pierwszej drużyny zaczęło dochodzić coraz częściej do różnych nieporozumień. Punktem decydującym o dalszym losie klubu było zebranie członków Polonii, które odbyło się w połowie stycznia 1921 roku. W związku z brakiem możliwości zabrania głosu podczas zebrania, większość młodych piłkarzy odeszła z Polonii i założyła własny klub. Pierwsze spotkanie założycielskie klubu miało miejsce 21 stycznia 1921 roku, w mieszkaniu Zbigniewa Olewskiego przy ul. Hożej. Wówczas powstał klub, jeszcze bez nazwy, zarządu i statusu. Te były ustalane na spotkaniach w pierwszej siedzibie klubu przy ul. Czackiego 8, w mieszkaniu rodziny Luxenburgów. Ostatnie ze spotkań organizacyjnych odbyło się w listopadzie 1921 roku i od tego momentu klub funkcjonował w pełni.

#### Nazwa, barwy i herb klubu
Początkowo planowano powrót do nazwy Slavia, jednak ostatecznie zdecydowano się na propozycję Stanisława Luxenburga - Warszawianka.
Przyjęte barwy klubu były wynikiem kompromisu. Połączono ze sobą barwy Slavii oraz Polonii. Barwy czarno-białe przejęto od Polonii, zaś krój koszulki od Slavii.
Projekt herbu klubu, funkcjonujący w niemal niezmienionej formie do dziś, został zaś zaproponowany przez Wiktora Lotha oraz Aleksandra Szenajcha. 

### Do II wojny światowej
Pierwszą sekcją klubu była sekcja piłkarska. Jednak bardzo szybko powstały też sekcje lekkiej atletyki kobiet i mężczyzn, boksu, hokeja na lodzie czy szermierki. Sportowcy tych sekcji z powodzeniem rywalizowali w stolicy z zawodnikami warszawskiego AZS. W 1930, podczas meczu z Gwiazdą Warszawa, nastąpił pierwszy w Polsce przypadek uspokajania tłumu kibiców poprzez polewanie go wodą (po kopniaku w plecy zadanego przez bramkarza Gwiazdy napastnikowi Warszawianki doszło do przepychanek, które zakończył obecny na stadionie oficer, polewając awanturujące się osoby wodą z hydrantu).
W 1928 roku klub otrzymał do dyspozycji nowy lokal klubowy przy ul. Wawelskiej.
W okresie II RP funkcję prezesa klubu pełnił ppłk. dypl. Leopold Gebel.

### Lata wojny
Po rozpoczęciu wojny działalność Warszawianki została zawieszona. Zdecydowana większość zawodników i zawodniczek brała udział w działaniach obronnych. W latach 1939–1943 zginęło bądź zmarło wielu przedwojennych sportowców Warszawianki. Byli to m.in.: Janusz Kusociński, Wacław Sankowski, Stanisław Luxenburg, Wacław Luxenburg i Eugeniusz Lokajski. Lista ta wydłużyła się o wiele nazwisk w czasie powstania warszawskiego. Ogromne były także zniszczenia stolicy. Wszystko to utrudniło reaktywację klubu po wojnie.

### Dwie reaktywacje po wojnie
Pierwsze plany reaktywacji Warszawianki pojawiły się na warszawskiej Pradze już w 1944 roku. W 1945 roku do rozgrywek piłkarskich zgłosiła się drużyna Warszawianki, jednak po sezonie jej piłkarze przeszli do Polonii. Przedstawiciele sportów drużynowych związali się zaś z innymi zespołami.
Druga reaktywacja klubu rozpoczęła się w 1955 roku. Działacze Zrzeszenia Sportowego Start stworzyli w Warszawie dzielnicowe koła sportowe Startu. Jednym z nich było koło Warszawianka, którym zarządzać zaczęli przedwojenni zawodnicy i działacze Warszawianki. W wyniku reorganizacji sportowej koło sportowe Warszawianka uzyskało osobowość prawną i stopniowo zaczęło łączyć się z innymi kołami. W 1956 roku doszło do fuzji Warszawianki i Tęczy, później do fuzji Varsovii i Warszawianki. Proces reaktywacji zakończył się 17 lutego 1957 roku i tego dnia koło sportowe Warszawianka stało się samodzielnym Spółdzielczym Klubem Sportowym Warszawianka. Pierwszym prezesem klubu został Henryk Narojek. 

### Nowy stadion i nowe czasy

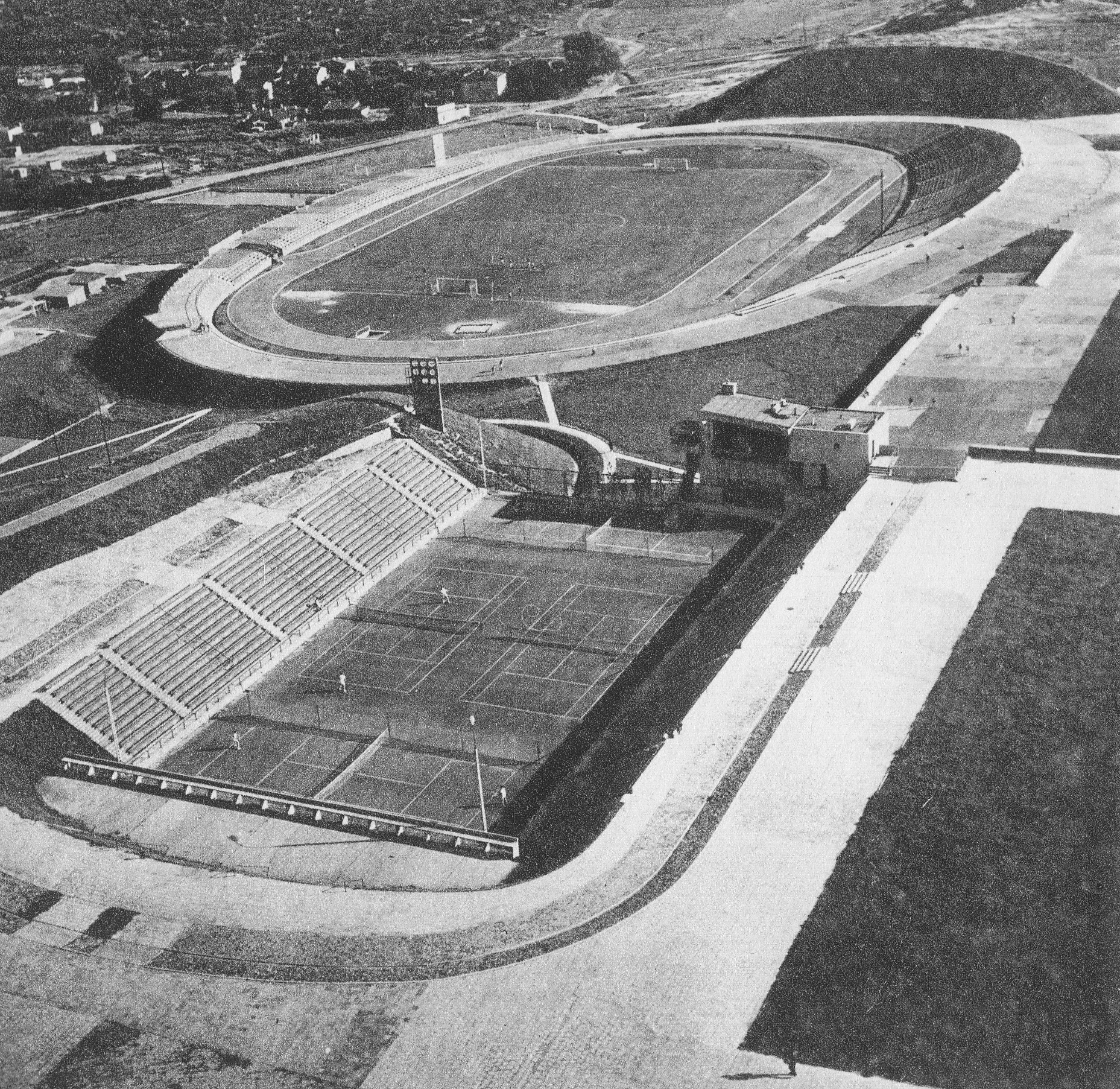
Stadion i korty tenisowe Warszawianki w latach 60.

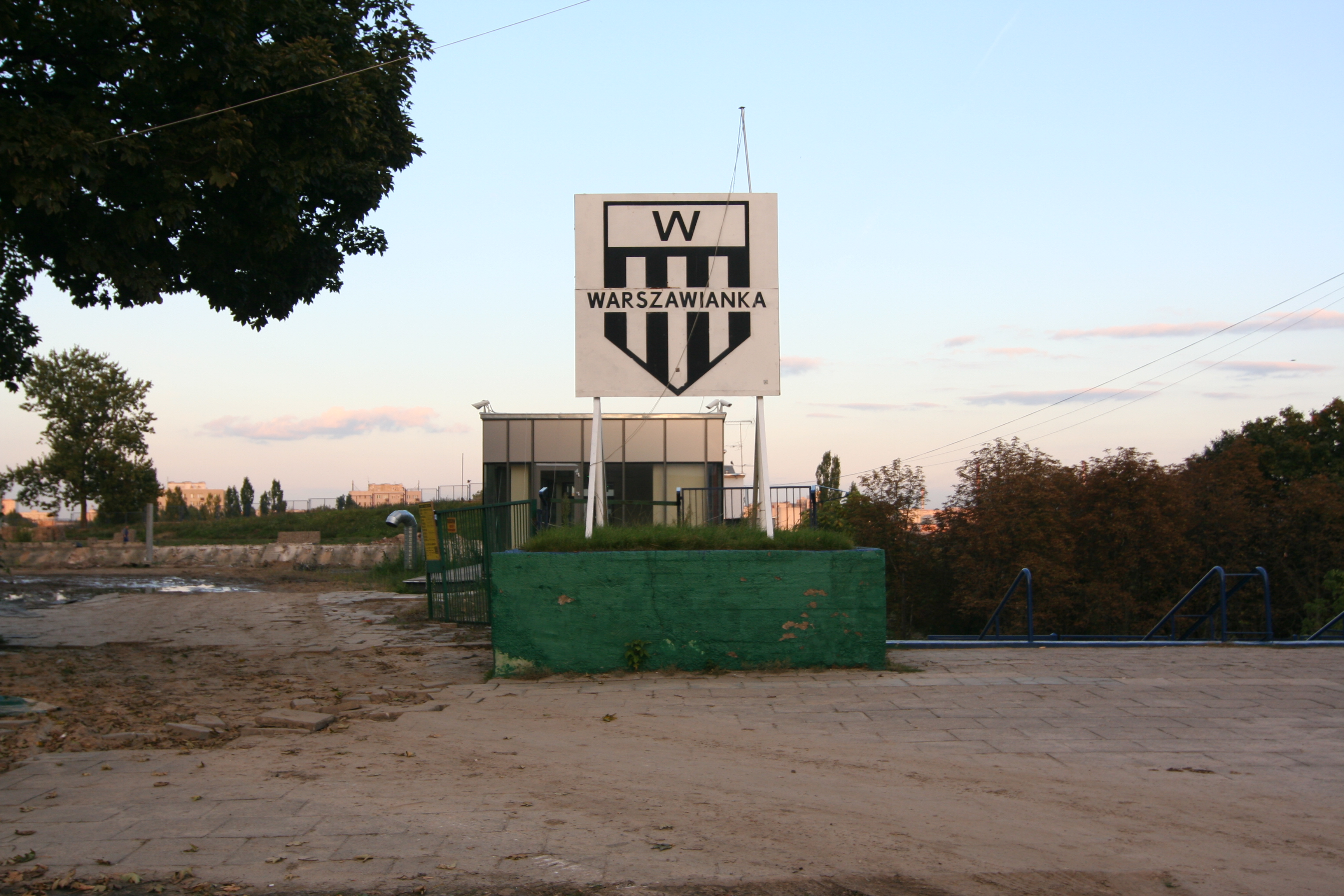
Zrujnowany stadion lekkoatletyczny. W 2008 klub posiadał 6 kortów o nawierzchni decoturf pod balonem, 4 korty ziemne kryte i 16 odkrytych oraz 2 hale sportowe

Zniszczenia wojenne spowodowały brak własnego stadionu. Obiekty przy ul. Wawelskiej zostały przejęte przez Zrzeszenie Sportowe Budowlani. Warszawiance przekazano tereny przy ul. Okopowej, które nie nadawały się do użytku. W 1953 roku ZS Start oddał do użytkowania Warszawiance obiekty sportowe przy ul. Puławskiej 101. Nowy stadion i zespół obiektów zbudowanych na skarpie warszawskiej pozwolił na reaktywację sekcji przedwojennych oraz powstanie zupełnie nowych. Oprócz działalności sekcji wyczynowych, w 1959 roku powstały sekcje sportów masowych i turystyczna. W Sulejowie organizowano zaś obozy sportowe dla młodzieży. Z czasem w klubie powstały sekcje kolejnych dyscyplin: koszykówki, hokeja, łyżwiarstwa, kolarstwa, lekkiej atletyki, szermierki i od 1999 roku pływania, obecna była również sekcja piłki nożnej (klub w tej dziedzinie odniósł sukcesy: mistrzostwo Warszawy w 1925 roku, gra w III lidze, pokonanie Legii w jej debiucie w I lidze). 
Największe sukcesy w całej historii istnienia klubu odnosili lekkoatleci. W czasie wojny pozycja Warszawianki mocno osłabła. Większość klubów w Polsce została zlikwidowana. W latach 50. XX wieku uroczyście reaktywowano działalność Warszawianki, a w 1961 roku oddano do użytku pierwsze obiekty przy ul. Puławskiej autorstwa architekta modernizmu Jerzego Sołtana, który wrócił z praktyki architektonicznej u Le Corbusiera w Paryżu. Stadion piłkarski, basen, korty tenisowe Warszawianki były bardzo nowoczesne. 
Warto również wspomnieć o niemałych sukcesach w piłce ręcznej. Sekcja piłki ręcznej w sezonie 2008/2009 posiadała dwie drużyny: pierwsza występowała w grupie A I ligi, zajmując ostatecznie 3. miejsce, zaś rezerwy w II lidze (drużyna została wycofana z rozgrywek w trakcie trwania sezonu). Po sezonie 2008/2009 sekcja piłki ręcznej została rozwiązana. Ponownie reaktywowano ją staraniami Tomasza Porzezińskiego (I trener), Pawła Rydza (II trener) i Tomasza Kamieńskiego (kierownik drużyny) w 2012 roku. Obecnie drużyna seniorów występuje w I lidze.

## Sekcje ligowe
KS Warszawianka – męska drużyna piłkarska uczestnicząca przez wiele lat w rozgrywkach o Mistrzostwo Polski.
KS Warszawianka – męska drużyna piłki ręcznej uczestnicząca przez wiele lat w rozgrywkach o Mistrzostwo Polski.

## Obiekty

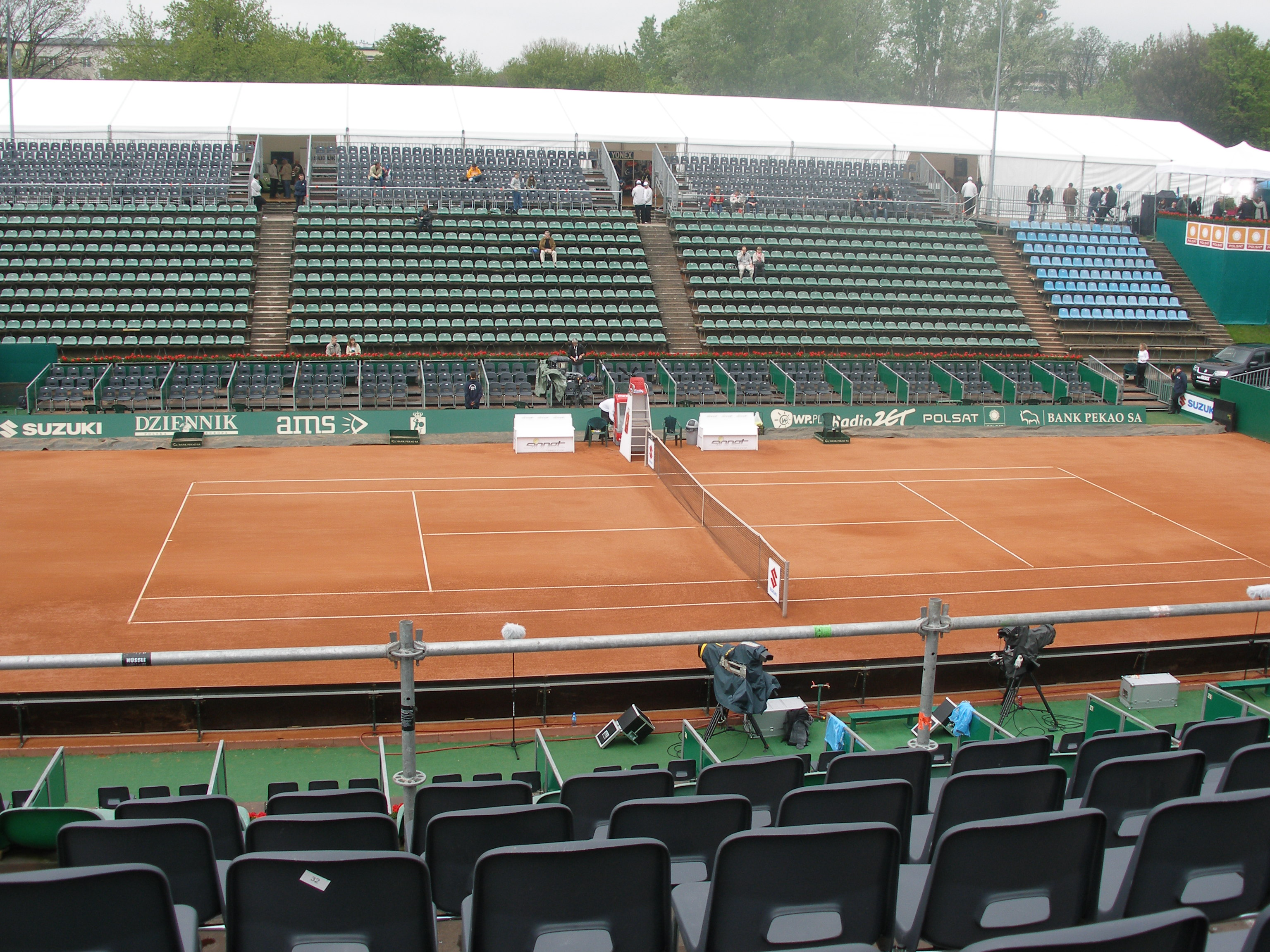
Kort centralny Warszawianki

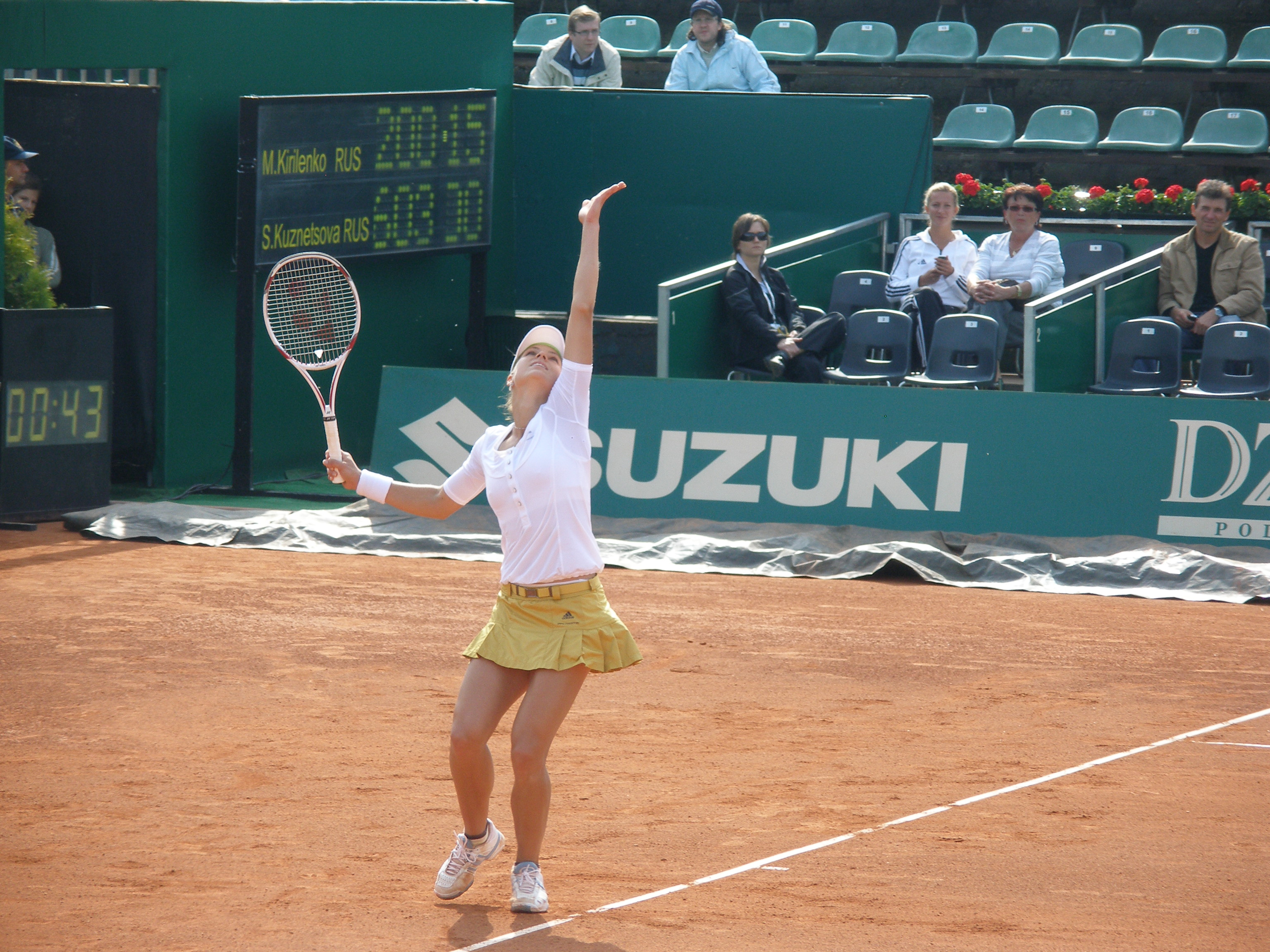
Finał turnieju. Maria Kirilenko ze Swietłaną Kuzniecową na kortach Warszawianki w 2008

Jednym z obiektów Warszawianki jest nowoczesny aquapark wyposażony w basen olimpijski.
Na kortach warszawianki były rozgrywane międzynarodowe turnieje tenisowe tj.: Turniej J&S Cup, Suzuki Warsaw Masters 2008 i Warsaw Open.
Piłkarski stadion Warszawianki znajduje się przy ulicy Puławskiej. Stadion został wybudowany w roku 1928, a jego pojemność wynosiła 4000 miejsc. Inauguracja po otwarciu nowych obiektów nastąpiła w 1961 roku. W 2012 roku dotychczas zrujnowany i opuszczony obiekt został zrewitalizowany. Dawną murawę boiska zastąpiono nowoczesnymi boiskami o sztucznej nawierzchni.

## Legendy klubu
| zawodnik               | dyscyplina                         | olimpijczyk                |
| ---------------------- | ---------------------------------- | -------------------------- |
| Janusz Kusociński      | lekkoatletyka, biegi               | 1932 r.                    |
| Stanisława Walasiewicz | lekkoatletyka                      | 1932 r. i 1936 r.          |
| Czesław Foryś          | lekkoatletyka, biegi               | 1928 r.                    |
| Feliks Żuber           | lekkoatletyka, biegi               | 1928 r.                    |
| Aleksander Polus       | boks                               | 1936 r.                    |
| Aleksander Szenajch    | lekkoatletyka                      | 1924 r.                    |
| Janusz Kalbarczyk      | łyżwiarstwo szybkie                | 1936 r.                    |
| Eugeniusz Lokajski     | lekkoatletyka                      | 1936 r.                    |
| Mieczysław Kapiak      | kolarstwo                          | 1936 r.                    |
| Marian Suski           | szermierka                         | 1932 r. i 1936 r.          |
| Tadeusz Friedrich      | szermierka                         | 1928 r. i 1932 r.          |
| Emil Ochyra            | szermierka                         | 1960 r., 1964 r. i 1968 r. |
| Władysław Segda        | szermierka                         | 1928 r., 1932 r. i 1936 r. |
| Witold Gierutto        | lekkoatletyka, konkurencje rzutowe | 1948 r.                    |
| Helena Dmowska         | lekkoatletyka, rzut dyskiem        |                            |